# Llista de topònims de Castellar de la Ribera
Llista de topònims (noms propis de lloc) del municipi de Castellar de la Ribera, al Solsonès
Informació actualitzada per un bot. Els canvis manuals es perdran quan s'actualitzi!

## arbre singular
| imatge | Nom                   | Ubicat a               | instància de   | Detalls                                                                                 | coordenades                                                                                               | Protecció        | Commons (més fotos)   | Dades a WD                    |
| ------ | --------------------- | ---------------------- | -------------- | --------------------------------------------------------------------------------------- | --- | ---------------- | --------------------- | ----------------------------- |
|        | pi Gros de Can Gaspar | Castellar de la Ribera | arbre singular | Taxon: pinassa (Pinus nigra subsp. salzmannii) Ample: 15m Alt: 30m Perímetre: 2.51m     | 41° 59′ 20″ N, 1° 27′ 38″ E / 41.9888°N,1.46054°E ca:Finca de Gaspar, serra dels Morts 855 msnm           | arbre monumental | Pi Gros de Can Gaspar | Modifica les dades a Wikidata |
|        | pi Gros de Viladric   | Castellar de la Ribera | arbre singular | Taxon: pinassa (Pinus nigra subsp. salzmannii) Ample: 19.3m Alt: 12.5m Perímetre: 4.38m | 41° 58′ 40″ N, 1° 27′ 09″ E / 41.97783°N,1.45246°E ca:Viladric 881 msnm                                   | arbre monumental | Pi de Viladric        | Modifica les dades a Wikidata |
|        | pi de la Vinya        | Castellar de la Ribera | arbre singular | Taxon: pinassa (Pinus nigra subsp. salzmannii) Ample: 16.8m Alt: 25.5m Perímetre: 2.65m | 41° 59′ 15″ N, 1° 27′ 24″ E / 41.98739°N,1.45655°E ca:Finca de Gaspar, Cases de Viladric i Gaspà 800 msnm | arbre monumental | Pi de la Vinya        | Modifica les dades a Wikidata |

## castell
| imatge | Nom                            | Ubicat a               | instància de | Detalls                           | coordenades | Protecció                                            | Commons (més fotos)  | Dades a WD                    |
| ------ | ------------------------------ | ---------------------- | ------------ | --------------------------------- | --- | ---------------------------------------------------- | -------------------- | ----------------------------- |
|        | Castell de Ceuró               | Ceuró                  | castell      | Estil: arquitectura romànica 1188 | 42° 01′ 09″ N, 1° 22′ 23″ E / 42.019208°N,1.373187°E ca:Ctra. C-26, km 89,1 i una pista 1,8 km, Ceuró 620 msnm  | bé d'interès cultural bé cultural d'interès nacional | Castell de Ceuró     | Modifica les dades a Wikidata |
|        | Castell de Pampa               | Pampa                  | castell      | Estil: arquitectura romànica 1097 | 42° 03′ 53″ N, 1° 22′ 12″ E / 42.064671°N,1.370117°E ca:Ctra. C-26, km 15,2 més 7,2 km de pista, Pampa 746 msnm | bé d'interès cultural bé cultural d'interès nacional | Castell de Pampa     | Modifica les dades a Wikidata |
|        | castell i muralla de Castellar | Castellar de la Ribera | castell      | Estil: arquitectura romànica      | 42° 01′ 21″ N, 1° 24′ 59″ E / 42.022587°N,1.416319°E ca:Nucli de Castellar de la Ribera 658 msnm                | bé d'interès cultural bé cultural d'interès nacional | Castell de Castellar | Modifica les dades a Wikidata |

## collada
| imatge | Nom                  | Ubicat a                             | instància de               | Detalls        | coordenades                                                                  | Protecció | Commons (més fotos) | Dades a WD                    |
| ------ | -------------------- | ------------------------------------ | -------------------------- | -------------- | ---------------------------------------------------------------------------- | --------- | ------------------- | ----------------------------- |
|        | Coll de la Guineu    | Castellar de la Ribera               | collada                    |                | 41° 59′ 39″ N, 1° 25′ 00″ E / 41.99403889°N,1.41661667°E 723 msnm            |           |                     | Modifica les dades a Wikidata |
|        | Collada de Cal Badoc | Castellar de la Ribera               | collada                    |                | 41° 58′ 52″ N, 1° 26′ 29″ E / 41.981086°N,1.441445°E 799 812.8 msnm          |           |                     | Modifica les dades a Wikidata |
|        | Collada de Clarà     | Castellar de la Ribera Lladurs Olius | collada                    | Hi passa: C-26 | 42° 01′ 00″ N, 1° 27′ 50″ E / 42.0166°N,1.46375°E 880 msnm                   |           |                     | Modifica les dades a Wikidata |
|        | Collada de la Fusta  | Castellar de la Ribera               | collada                    |                | 42° 00′ 22″ N, 1° 23′ 29″ E / 42.006°N,1.39135°E 736 737.1 msnm              |           |                     | Modifica les dades a Wikidata |
|        | Collet de Sant Pere  | Castellar de la Ribera               | collada                    |                | 42° 00′ 30″ N, 1° 24′ 07″ E / 42.0084°N,1.40195°E 741 741.5 msnm             |           |                     | Modifica les dades a Wikidata |
|        | Creu de la Foradada  | Castellar de la Ribera               | collada intersecció viària |                | 42° 00′ 34″ N, 1° 26′ 06″ E / 42.0094385354772°N,1.43488084337371°E 809 msnm |           |                     | Modifica les dades a Wikidata |
|        | Creu de les Grioles  | Castellar de la Ribera               | collada                    |                | 42° 00′ 36″ N, 1° 23′ 28″ E / 42.009959286825°N,1.39112837945177°E 696 msnm  |           |                     | Modifica les dades a Wikidata |

## curs d'aigua
| imatge | Nom                               | Ubicat a                                           | instància de | Detalls                                                                              | coordenades | Protecció | Commons (més fotos) | Dades a WD                    |
| ------ | --------------------------------- | -------------------------------------------------- | ------------ | ------------------------------------------------------------------------------------ | --- | --------- | ------------------- | ----------------------------- |
|        | Barranc de Querol                 | Lladurs Castellar de la Ribera                     | curs d'aigua | Desemboca: Ribera Salada Llarg: 5.8km                                                | 42° 04′ 18″ N, 1° 24′ 05″ E / 42.071777°N,1.401372°E 42° 01′ 36″ N, 1° 23′ 57″ E / 42.026603°N,1.399182°E         |           | Barranc de Querol   | Modifica les dades a Wikidata |
|        | Barranc de Sant Tirs              | Pinell de Solsonès Castellar de la Ribera          | curs d'aigua | Desemboca: riera de Madrona Llarg: 7.63km Conca: 15.91km²                            | 42° 00′ 02″ N, 1° 25′ 36″ E / 42.000472°N,1.426558°E 41° 58′ 13″ N, 1° 20′ 54″ E / 41.970211°N,1.348375°E         |           |                     | Modifica les dades a Wikidata |
|        | Barranc de la Font de la Casanova | Castellar de la Ribera                             | curs d'aigua | Desemboca: riera de Madrona Llarg: 1.32km Conca: 74.5ha Anomenat per: la Casanova    | 42° 00′ 16″ N, 1° 27′ 12″ E / 42.004375°N,1.453347°E 42° 00′ 04″ N, 1° 26′ 35″ E / 42.001152°N,1.443095°E         |           |                     | Modifica les dades a Wikidata |
|        | Barranc de la Foradada            | Castellar de la Ribera                             | curs d'aigua | Desemboca: riera de Madrona Llarg: 1.6km Conca: 143.1ha                              | 42° 00′ 55″ N, 1° 27′ 35″ E / 42.015248°N,1.459789°E 42° 00′ 27″ N, 1° 26′ 45″ E / 42.007363°N,1.445779°E         |           |                     | Modifica les dades a Wikidata |
|        | Barranc de les Cases              | Pinell de Solsonès Castellar de la Ribera          | curs d'aigua | Desemboca: riera de Madrona Llarg: 2.96km Conca: 256.9ha                             | 41° 59′ 47″ N, 1° 22′ 11″ E / 41.996435°N,1.369861°E 41° 58′ 28″ N, 1° 21′ 27″ E / 41.974418°N,1.35749°E          |           |                     | Modifica les dades a Wikidata |
|        | Barranc dels Apòstols             | Pinell de Solsonès Castellar de la Ribera          | curs d'aigua | Desemboca: Barranc de Sant Tirs Llarg: 3.58km Conca: 4.57km²                         | 42° 00′ 02″ N, 1° 25′ 36″ E / 42.00047°N,1.426597°E 41° 59′ 19″ N, 1° 23′ 49″ E / 41.988644°N,1.396914°E          |           |                     | Modifica les dades a Wikidata |
|        | Ribera Salada                     | Lladurs Bassella Castellar de la Ribera            | curs d'aigua | Desemboca: Segre Llarg: 20km                                                         | 42° 05′ 13″ N, 1° 26′ 17″ E / 42.087024°N,1.437941°E 42° 00′ 54″ N, 1° 17′ 59″ E / 42.015°N,1.299756°E            |           | Ribera Salada       | Modifica les dades a Wikidata |
|        | les Fontetes                      | Castellar de la Ribera                             | curs d'aigua | Desemboca: Barranc dels Apòstols Llarg: 2.63km Conca: 158.5ha                        | 42° 00′ 22″ N, 1° 25′ 33″ E / 42.006094°N,1.425737°E 41° 59′ 40″ N, 1° 24′ 20″ E / 41.994461°N,1.405463°E         |           |                     | Modifica les dades a Wikidata |
|        | rasa de Cal Fuster                | Castellar de la Ribera                             | curs d'aigua | Desemboca: riera de Madrona Llarg: 4km Conca: 398.6ha                                | 41° 59′ 38″ N, 1° 28′ 13″ E / 41.993896°N,1.470147°E 41° 59′ 02″ N, 1° 25′ 41″ E / 41.983835°N,1.428054°E         |           |                     | Modifica les dades a Wikidata |
|        | rasa de Can Mas                   | Castellar de la Ribera                             | curs d'aigua | Desemboca: Barranc de Sant Tirs Llarg: 2.25km Conca: 384.3ha                         | 41° 59′ 56″ N, 1° 22′ 30″ E / 41.998952°N,1.375058°E 41° 58′ 48″ N, 1° 22′ 30″ E / 41.980071°N,1.375097°E         |           |                     | Modifica les dades a Wikidata |
|        | rasa de Cària                     | Castellar de la Ribera Pinell de Solsonès          | curs d'aigua | Desemboca: riera de Madrona Llarg: 3.86km Conca: 4.56km²                             | 41° 58′ 41″ N, 1° 27′ 00″ E / 41.977944°N,1.450079°E 41° 58′ 28″ N, 1° 24′ 32″ E / 41.974533°N,1.408764°E         |           |                     | Modifica les dades a Wikidata |
|        | rasa de Maçana                    | Pinell de Solsonès Castellar de la Ribera          | curs d'aigua | Desemboca: Barranc de les Cases Llarg: 1.31km Conca: 46.4ha                          | 41° 59′ 33″ N, 1° 21′ 10″ E / 41.992404°N,1.352877°E 41° 58′ 59″ N, 1° 21′ 37″ E / 41.983007°N,1.360181°E         |           |                     | Modifica les dades a Wikidata |
|        | rasa de Vilaginés                 | Castellar de la Ribera                             | curs d'aigua | Desemboca: riera de Madrona Llarg: 1.79km Conca: 88.4ha                              | 41° 59′ 49″ N, 1° 25′ 32″ E / 41.996901944444446°N,1.42568°E 41° 58′ 56″ N, 1° 25′ 13″ E / 41.982158°N,1.420388°E |           |                     | Modifica les dades a Wikidata |
|        | rasa de Vilamosa                  | Castellar de la Ribera                             | curs d'aigua | Desemboca: Barranc dels Apòstols Llarg: 1.94km Conca: 101.9ha Anomenat per: Vilamosa | 42° 00′ 20″ N, 1° 23′ 59″ E / 42.005486°N,1.399724°E 41° 59′ 19″ N, 1° 23′ 49″ E / 41.988655°N,1.396941°E         |           |                     | Modifica les dades a Wikidata |
|        | rasa de Vilatobà                  | Castellar de la Ribera                             | curs d'aigua | Desemboca: Ribera Salada Llarg: 3.74km Anomenat per: Vilatobà                        | 42° 00′ 50″ N, 1° 26′ 15″ E / 42.013841°N,1.437436°E 42° 01′ 39″ N, 1° 24′ 11″ E / 42.02744°N,1.403033°E          |           |                     | Modifica les dades a Wikidata |
|        | rasa de Villaró                   | Castellar de la Ribera Bassella                    | curs d'aigua | Desemboca: Ribera Salada Llarg: 4.1km                                                | 42° 00′ 32″ N, 1° 23′ 35″ E / 42.008796°N,1.392921°E 42° 01′ 16″ N, 1° 21′ 05″ E / 42.021217°N,1.351445°E         |           |                     | Modifica les dades a Wikidata |
|        | rasa de l'Espuella                | Lladurs Castellar de la Ribera                     | curs d'aigua | Desemboca: Barranc de Querol Llarg: 2km                                              | 42° 03′ 30″ N, 1° 23′ 38″ E / 42.058258°N,1.393906°E 42° 02′ 36″ N, 1° 24′ 18″ E / 42.043333°N,1.405084°E         |           |                     | Modifica les dades a Wikidata |
|        | rasa de la Casanova               | Castellar de la Ribera                             | curs d'aigua | Desemboca: riera de Madrona Llarg: 2.4km Conca: 132.8ha                              | 41° 59′ 50″ N, 1° 28′ 07″ E / 41.997302°N,1.46858°E 41° 59′ 58″ N, 1° 26′ 30″ E / 41.999424°N,1.441544°E          |           |                     | Modifica les dades a Wikidata |
|        | rasa de la Font de Pujantell      | Castellar de la Ribera                             | curs d'aigua | Desemboca: rasa de Cària Llarg: 1.14km Conca: 101.9ha                                | 41° 57′ 54″ N, 1° 26′ 05″ E / 41.965003°N,1.434666°E 41° 58′ 23″ N, 1° 25′ 40″ E / 41.972995°N,1.427657°E         |           |                     | Modifica les dades a Wikidata |
|        | rasa de la Guineu                 | Castellar de la Ribera                             | curs d'aigua | Desemboca: torrent de la Vila Llarg: 1.65km                                          | 42° 02′ 57″ N, 1° 23′ 32″ E / 42.049123°N,1.392086°E 42° 02′ 25″ N, 1° 22′ 47″ E / 42.040258°N,1.379732°E         |           |                     | Modifica les dades a Wikidata |
|        | rasa de les Berques               | Castellar de la Ribera                             | curs d'aigua | Desemboca: rasa del Coll Llarg: 2.12km Conca: 111.4ha                                | 42° 00′ 19″ N, 1° 23′ 51″ E / 42.005275°N,1.397459°E 41° 59′ 28″ N, 1° 22′ 52″ E / 41.991093°N,1.381022°E         |           |                     | Modifica les dades a Wikidata |
|        | rasa del Coll                     | Castellar de la Ribera                             | curs d'aigua | Desemboca: rasa de Can Mas Llarg: 2.59km Conca: 277ha Anomenat per: el Coll          | 42° 00′ 25″ N, 1° 23′ 04″ E / 42.006863°N,1.384565°E 41° 59′ 16″ N, 1° 22′ 42″ E / 41.987743°N,1.378457°E         |           |                     | Modifica les dades a Wikidata |
|        | rasa dels Aumissers               | Castellar de la Ribera                             | curs d'aigua | Desemboca: Barranc de Sant Tirs Llarg: 1.15km Conca: 55.4ha                          | 41° 59′ 20″ N, 1° 22′ 15″ E / 41.988973°N,1.370878°E 41° 58′ 45″ N, 1° 22′ 17″ E / 41.979273°N,1.371499°E         |           |                     | Modifica les dades a Wikidata |
|        | riera de Madrona                  | Castellar de la Ribera Pinell de Solsonès Bassella | curs d'aigua | Desemboca: Segre Llarg: 25.6km Conca: 79.43km²                                       | 41° 59′ 50″ N, 1° 28′ 07″ E / 41.997294°N,1.468565°E 41° 58′ 21″ N, 1° 17′ 17″ E / 41.9724°N,1.288103°E           |           | Riera de Madrona    | Modifica les dades a Wikidata |
|        | torrent de la Vila                | Lladurs Castellar de la Ribera                     | curs d'aigua | Desemboca: Ribera Salada Llarg: 10.7km                                               | 42° 06′ 23″ N, 1° 23′ 20″ E / 42.106526°N,1.388861°E 42° 01′ 23″ N, 1° 22′ 19″ E / 42.023123°N,1.372011°E         |           | Torrent de la Vila  | Modifica les dades a Wikidata |
|        | torrent dels Llops                | Castellar de la Ribera                             | curs d'aigua | Desemboca: Ribera Salada Llarg: 3.1km                                                | 42° 02′ 37″ N, 1° 22′ 03″ E / 42.043625°N,1.36754°E 42° 01′ 17″ N, 1° 21′ 26″ E / 42.021429°N,1.357129°E          |           |                     | Modifica les dades a Wikidata |

## dolmen
| imatge | Nom                 | Ubicat a | instància de                  | Detalls | coordenades                                                                  | Protecció | Commons (més fotos) | Dades a WD                    |
| ------ | ------------------- | -------- | ----------------------------- | ------- | ---------------------------------------------------------------------------- | --------- | ------------------- | ----------------------------- |
|        | Necròpolis de Ceuró | Ceuró    | dolmen prehistoric necropolis |         | 42° 00′ 55″ N, 1° 22′ 55″ E / 42.01533333°N,1.38201111°E 615 msnm            |           | Necròpolis de Ceuró | Modifica les dades a Wikidata |
|        | dolmen de Clarà     | Clarà    | dolmen                        |         | 42° 00′ 03″ N, 1° 26′ 06″ E / 42.0008652607645°N,1.43493403788235°E 750 msnm |           |                     | Modifica les dades a Wikidata |

## entitat singular de població
| imatge | Nom                    | Ubicat a               | instància de                                   | Detalls | coordenades                                                         | Protecció | Commons (més fotos)            | Dades a WD                    |
| ------ | ---------------------- | ---------------------- | ---------------------------------------------- | ------- | ------------------------------------------------------------------- | --------- | ------------------------------ | ----------------------------- |
|        | Castellar de la Ribera | Castellar de la Ribera | entitat singular de població capital municipal | 39 hab  | 42° 01′ 22″ N, 1° 24′ 56″ E / 42.02275401°N,1.4154827°E 658 msnm    |           |                                | Modifica les dades a Wikidata |
|        | Ceuró                  | Castellar de la Ribera | entitat singular de població                   | 32 hab  | 42° 01′ 10″ N, 1° 22′ 25″ E / 42.01938778°N,1.37367222°E 622.2 msnm |           | Ceuró                          | Modifica les dades a Wikidata |
|        | Clarà                  | Castellar de la Ribera | entitat singular de població                   | 68 hab  | 42° 00′ 09″ N, 1° 27′ 27″ E / 42.00246028°N,1.45751389°E 831 msnm   |           | Clarà (Castellar de la Ribera) | Modifica les dades a Wikidata |
|        | Pampa                  | Castellar de la Ribera | entitat singular de població                   | 5 hab   | 42° 03′ 53″ N, 1° 22′ 14″ E / 42.0647°N,1.37044°E 746 msnm          |           | Pampa (Castellar de la Ribera) | Modifica les dades a Wikidata |

## església
| imatge | Nom                                | Ubicat a               | instància de                 | Detalls                                                            | coordenades                                                                                            | Protecció                                  | Commons (més fotos)                           | Dades a WD                    |
| ------ | ---------------------------------- | ---------------------- | ---------------------------- | ------------------------------------------------------------------ | --- | ------------------------------------------ | --------------------------------------------- | ----------------------------- |
|        | Ermita dels Apòstols de Castellar  | Clarà                  | església ermita              | Estil: arquitectura popular 19th century                           | 41° 59′ 42″ N, 1° 25′ 14″ E / 41.99508°N,1.420447°E 782 msnm                                           | bé integrant del patrimoni cultural català | Ermita dels Apòstols                          | Modifica les dades a Wikidata |
|        | Mare de Déu de Savila              | Castellar de la Ribera | església                     | Estil: arquitectura barroca 18th century                           | 42° 01′ 38″ N, 1° 22′ 02″ E / 42.027226°N,1.367148°E ca:Masia la Vila de Perdiguers 555 msnm           | bé integrant del patrimoni cultural català | Mare de Déu de Savila                         | Modifica les dades a Wikidata |
|        | Mare de Déu del Remei de Castellar | Ceuró                  | església capella             | Estil: arquitectura popular 18th century                           | 41° 59′ 36″ N, 1° 21′ 36″ E / 41.993253°N,1.360108°E ca:Masia la Llena 644 msnm                        | bé integrant del patrimoni cultural català | Mare de Déu del Remei de Castellar            | Modifica les dades a Wikidata |
|        | Sant Andreu de Clarà               | Clarà                  | església església parroquial | Estil: arquitectura romànica 12nd century                          | 42° 00′ 05″ N, 1° 27′ 13″ E / 42.0015°N,1.45356°E 831 msnm                                             | bé integrant del patrimoni cultural català | Sant Andreu de Clarà (Castellar de la Ribera) | Modifica les dades a Wikidata |
|        | Sant Joan de Ginestar              | Castellar de la Ribera | església                     | Estil: arquitectura barroca 18th century                           | 42° 01′ 44″ N, 1° 24′ 46″ E / 42.029°N,1.41265°E ca:Ctra. C-26, km. 91,5 i pista 2 km. 571 msnm        | bé integrant del patrimoni cultural català | Sant Joan de Ginestar                         | Modifica les dades a Wikidata |
|        | Sant Julià de Ceuró                | Ceuró                  | església església parroquial | Estil: arquitectura romànica 11st century                          | 42° 01′ 10″ N, 1° 22′ 26″ E / 42.0195°N,1.37383°E 617 msnm                                             | bé integrant del patrimoni cultural català | Sant Julià de Ceuró                           | Modifica les dades a Wikidata |
|        | Sant Mateu de Comardons            | Castellar de la Ribera | església capella             | Estil: arquitectura barroca 18th century Anomenat per: Comardons   | 42° 02′ 47″ N, 1° 22′ 08″ E / 42.046275°N,1.368984°E ca:Masia de Comardons 679 msnm                    | bé integrant del patrimoni cultural català | Sant Mateu de Comardons                       | Modifica les dades a Wikidata |
|        | Sant Pere de Castellar             | Castellar de la Ribera | església església parroquial | Estil: arquitectura romànica 11st century                          | 42° 01′ 21″ N, 1° 24′ 56″ E / 42.022627°N,1.415616°E ca:Ctra. C-26, km 93,5, a 500 m 656 msnm          | bé integrant del patrimoni cultural català | Sant Pere de Castellar                        | Modifica les dades a Wikidata |
|        | Sant Sebastià de Bavià             | Clarà                  | església                     |                                                                    | 41° 58′ 30″ N, 1° 25′ 29″ E / 41.9750667718441°N,1.42473959552711°E 730 msnm                           |                                            | Sant Sebastià de Bavià                        | Modifica les dades a Wikidata |
|        | Santa Magdalena de Vilaprinyó      | Castellar de la Ribera | església                     | Estil: arquitectura romànica 12nd century                          | 42° 02′ 14″ N, 1° 23′ 25″ E / 42.0373°N,1.39022°E ca:Ctra. C-26, km 91,4, a 2.800 m per pista 662 msnm | bé integrant del patrimoni cultural català | Santa Magdalena de Vilaprinyó                 | Modifica les dades a Wikidata |
|        | Santa Magdalena de les Tàpies      | Castellar de la Ribera | església capella             | Estil: arquitectura romànica 11st century Anomenat per: les Tàpies | 42° 02′ 05″ N, 1° 22′ 53″ E / 42.034685°N,1.38136°E ca:masia de les Tàpies 593 msnm                    | bé integrant del patrimoni cultural català | Santa Magdalena de les Tàpies                 | Modifica les dades a Wikidata |
|        | Santa Magdalena del mas Vilaprinyó | Castellar de la Ribera | església                     | Estil: arquitectura barroca arquitectura neoclàssica 18th century  | 42° 01′ 51″ N, 1° 23′ 40″ E / 42.030805°N,1.394524°E ca:Mas de Vilaprinyó 601 msnm                     | bé integrant del patrimoni cultural català | Santa Magdalena del mas Vilaprinyó            | Modifica les dades a Wikidata |
|        | Santa Margarida de Pampa           | Pampa                  | església                     | Estil: arquitectura neoclàssica 19th century                       | 42° 03′ 54″ N, 1° 22′ 13″ E / 42.06487°N,1.370332°E 746 msnm                                           | bé integrant del patrimoni cultural català | Santa Margarida de Pampa                      | Modifica les dades a Wikidata |

## font
| imatge | Nom              | Ubicat a               | instància de | Detalls | coordenades                                                                 | Protecció | Commons (més fotos) | Dades a WD                    |
| ------ | ---------------- | ---------------------- | ------------ | ------- | --------------------------------------------------------------------------- | --------- | ------------------- | ----------------------------- |
|        | font de la Teula | Castellar de la Ribera | font         |         | 41° 59′ 52″ N, 1° 25′ 44″ E / 41.99769722°N,1.42901111°E                    |           |                     | Modifica les dades a Wikidata |
|        | font del Mujal   | Castellar de la Ribera | font         |         | 41° 59′ 33″ N, 1° 22′ 51″ E / 41.9926033116374°N,1.3808208406183°E 613 msnm |           |                     | Modifica les dades a Wikidata |

## indret
| imatge | Nom                 | Ubicat a                       | instància de   | Detalls | coordenades                                                                  | Protecció | Commons (més fotos) | Dades a WD                    |
| ------ | ------------------- | ------------------------------ | -------------- | ------- | ---------------------------------------------------------------------------- | --------- | ------------------- | ----------------------------- |
|        | Clot de la Vinya    | Castellar de la Ribera         | indret         |         | 42° 00′ 35″ N, 1° 27′ 14″ E / 42.009722°N,1.453889°E 785 msnm                |           |                     | Modifica les dades a Wikidata |
|        | Clot dels Trumfos   | Castellar de la Ribera         | indret         |         | 41° 58′ 55″ N, 1° 26′ 04″ E / 41.982°N,1.43448°E 685 750 msnm                |           |                     | Modifica les dades a Wikidata |
|        | Costa dels Romanins | Castellar de la Ribera         | indret         |         | 42° 01′ 48″ N, 1° 23′ 25″ E / 42.03003889°N,1.39039167°E 525 570 msnm        |           |                     | Modifica les dades a Wikidata |
|        | El Roc del Consell  | Castellar de la Ribera         | indret         |         | 42° 00′ 20″ N, 1° 24′ 57″ E / 42.0055098553465°N,1.41570501018771°E 743 msnm |           |                     | Modifica les dades a Wikidata |
|        | L'Espinal           | Castellar de la Ribera         | indret         |         | 42° 00′ 45″ N, 1° 23′ 52″ E / 42.01261667°N,1.39791111°E 707 733 msnm        |           |                     | Modifica les dades a Wikidata |
|        | La Devesa           | Castellar de la Ribera         | indret         |         | 41° 59′ 22″ N, 1° 23′ 00″ E / 41.989325°N,1.38341528°E 630 msnm              |           |                     | Modifica les dades a Wikidata |
|        | La Roureda          | Castellar de la Ribera         | indret         |         | 42° 00′ 18″ N, 1° 24′ 36″ E / 42.005°N,1.40989°E 715 msnm                    |           |                     | Modifica les dades a Wikidata |
|        | Pla Gran            | Castellar de la Ribera Lladurs | indret         |         | 42° 02′ 07″ N, 1° 24′ 44″ E / 42.03535389°N,1.41212222°E 600 630 msnm        |           |                     | Modifica les dades a Wikidata |
|        | la Creueta          | Ceuró                          | indret collada |         | 42° 01′ 06″ N, 1° 22′ 35″ E / 42.0184054832645°N,1.3763014312957°E 598 msnm  |           |                     | Modifica les dades a Wikidata |

## masia
| imatge | Nom                   | Ubicat a               | instància de | Detalls                                                | coordenades                                                                  | Protecció                                  | Commons (més fotos)                    | Dades a WD                    |
| ------ | --------------------- | ---------------------- | ------------ | ------------------------------------------------------ | ---------------------------------------------------------------------------- | ------------------------------------------ | -------------------------------------- | ----------------------------- |
|        | Bajona                | Clarà                  | masia        |                                                        | 41° 59′ 29″ N, 1° 26′ 29″ E / 41.99133333°N,1.44130556°E 786 msnm            |                                            |                                        | Modifica les dades a Wikidata |
|        | Bavià                 | Clarà                  | masia        |                                                        | 41° 58′ 30″ N, 1° 25′ 34″ E / 41.97500082196°N,1.4261891622045°E 731 msnm    |                                            |                                        | Modifica les dades a Wikidata |
|        | Cal Badoc             | Clarà                  | masia        |                                                        | 41° 58′ 57″ N, 1° 26′ 48″ E / 41.9823636414626°N,1.44667361703362°E 794 msnm |                                            |                                        | Modifica les dades a Wikidata |
|        | Cal Bernat            | Ceuró                  | masia        | Estat: ruïnós                                          | 42° 00′ 26″ N, 1° 22′ 41″ E / 42.0073°N,1.37792°E 682 msnm                   |                                            |                                        | Modifica les dades a Wikidata |
|        | Cal Fuster            | Clarà                  | masia        |                                                        | 41° 59′ 10″ N, 1° 26′ 43″ E / 41.98625°N,1.44522222°E 755 msnm               |                                            |                                        | Modifica les dades a Wikidata |
|        | Cal Gaspar            | Clarà                  | masia        |                                                        | 41° 59′ 11″ N, 1° 27′ 12″ E / 41.986259°N,1.453338°E 827 msnm                |                                            |                                        | Modifica les dades a Wikidata |
|        | Cal Jaumà             | Castellar de la Ribera | masia        |                                                        | 42° 01′ 22″ N, 1° 24′ 57″ E / 42.0228653462602°N,1.41573311016406°E 650 msnm |                                            |                                        | Modifica les dades a Wikidata |
|        | Cal Masover           | Castellar de la Ribera | masia        |                                                        | 42° 01′ 38″ N, 1° 23′ 54″ E / 42.0272981194637°N,1.39833741141223°E 537 msnm |                                            |                                        | Modifica les dades a Wikidata |
|        | Cal Rossinyol         | Castellar de la Ribera | masia        |                                                        | 42° 01′ 20″ N, 1° 24′ 52″ E / 42.022286°N,1.414447°E 636 msnm                |                                            | Cal Rossinyol (Castellar de la Ribera) | Modifica les dades a Wikidata |
|        | Cal Santpare          | Clarà                  | masia        |                                                        | 41° 59′ 51″ N, 1° 25′ 45″ E / 41.9975896111539°N,1.42919475393936°E 763 msnm |                                            |                                        | Modifica les dades a Wikidata |
|        | Cal Solé de Pampa     | Pampa                  | masia        | Estil: arquitectura barroca 16th century Estat: ruïnós | 42° 03′ 53″ N, 1° 22′ 12″ E / 42.064629°N,1.370043°E 746 msnm                | bé integrant del patrimoni cultural català | Cal Solé de Pampa                      | Modifica les dades a Wikidata |
|        | Can Mas               | Ceuró                  | masia        |                                                        | 41° 59′ 15″ N, 1° 22′ 24″ E / 41.98758333°N,1.37325°E 630 msnm               |                                            |                                        | Modifica les dades a Wikidata |
|        | Casagolda             | Clarà                  | masia        |                                                        | 41° 59′ 45″ N, 1° 26′ 48″ E / 41.99586111°N,1.44675°E 788 msnm               |                                            |                                        | Modifica les dades a Wikidata |
|        | Casanova de la Vila   | Ceuró                  | masia        | Estat: ruïnós                                          | 42° 02′ 42″ N, 1° 22′ 41″ E / 42.04497222°N,1.37819444°E 634 msnm            |                                            |                                        | Modifica les dades a Wikidata |
|        | Comardons             | Pampa                  | masia        |                                                        | 42° 02′ 47″ N, 1° 22′ 08″ E / 42.04644444°N,1.36880556°E 679 msnm            |                                            | Comardons                              | Modifica les dades a Wikidata |
|        | Cària                 | Clarà                  | masia        |                                                        | 41° 58′ 44″ N, 1° 26′ 09″ E / 41.979018155304°N,1.43575891518631°E 776 msnm  |                                            | Cària (Castellar de la Ribera)         | Modifica les dades a Wikidata |
|        | Ginestar              | Castellar de la Ribera | masia        |                                                        | 42° 01′ 25″ N, 1° 24′ 00″ E / 42.02365556°N,1.40000889°E 604 msnm            |                                            | Ginestar (Castellar de la Ribera)      | Modifica les dades a Wikidata |
|        | Junyent               | Ceuró                  | masia        |                                                        | 41° 59′ 39″ N, 1° 22′ 36″ E / 41.99427778°N,1.37664167°E 633 msnm            |                                            |                                        | Modifica les dades a Wikidata |
|        | Marmí                 | Castellar de la Ribera | masia        |                                                        | 41° 59′ 49″ N, 1° 24′ 30″ E / 41.997°N,1.40822222°E 695 msnm                 |                                            |                                        | Modifica les dades a Wikidata |
|        | Masia del Camp        | Pampa                  | masia        |                                                        | 42° 03′ 51″ N, 1° 22′ 58″ E / 42.064257656977°N,1.38278403690006°E 764 msnm  |                                            |                                        | Modifica les dades a Wikidata |
|        | Perdiguers            | Ceuró                  | masia        |                                                        | 42° 01′ 58″ N, 1° 22′ 06″ E / 42.03269167°N,1.36828389°E 600 msnm            |                                            | Perdiguers (Castellar de la Ribera)    | Modifica les dades a Wikidata |
|        | Pinyana               | Clarà                  | masia        |                                                        | 42° 00′ 06″ N, 1° 27′ 25″ E / 42.0017569615465°N,1.45688792539291°E 802 msnm |                                            |                                        | Modifica les dades a Wikidata |
|        | Puitdeponts           | Clarà                  | masia        |                                                        | 41° 58′ 46″ N, 1° 26′ 13″ E / 41.97958333°N,1.43691667°E 792 msnm            |                                            | Puitdeponts                            | Modifica les dades a Wikidata |
|        | Puitot                | Ceuró                  | masia        |                                                        | 42° 00′ 05″ N, 1° 22′ 03″ E / 42.0013°N,1.36744°E 652 msnm                   |                                            |                                        | Modifica les dades a Wikidata |
|        | Pujantell             | Clarà                  | masia        |                                                        | 41° 58′ 25″ N, 1° 26′ 17″ E / 41.9736°N,1.43808°E 804 msnm                   |                                            |                                        | Modifica les dades a Wikidata |
|        | Rovires               | Clarà                  | masia        | Estat: ruïnós                                          | 42° 00′ 36″ N, 1° 27′ 38″ E / 42.010031°N,1.4605°E 849 msnm                  |                                            |                                        | Modifica les dades a Wikidata |
|        | Sabartés              | Ceuró                  | masia        |                                                        | 42° 01′ 08″ N, 1° 22′ 22″ E / 42.0188150433508°N,1.37278845664067°E 616 msnm |                                            |                                        | Modifica les dades a Wikidata |
|        | Torremorell           | Castellar de la Ribera | masia        |                                                        | 42° 00′ 15″ N, 1° 25′ 19″ E / 42.0041°N,1.422°E 777 msnm                     |                                            | Torremorell                            | Modifica les dades a Wikidata |
|        | Trota                 | Castellar de la Ribera | masia        | Estat: ruïnós                                          | 42° 00′ 56″ N, 1° 24′ 45″ E / 42.0155353893659°N,1.41255763073268°E 626 msnm |                                            |                                        | Modifica les dades a Wikidata |
|        | Ventoldra             | Clarà                  | masia        |                                                        | 41° 58′ 31″ N, 1° 25′ 30″ E / 41.975405357738°N,1.42512954641292°E 731 msnm  |                                            |                                        | Modifica les dades a Wikidata |
|        | Viladebait            | Ceuró                  | masia        |                                                        | 41° 58′ 53″ N, 1° 21′ 50″ E / 41.9814°N,1.36386°E 622 msnm                   |                                            |                                        | Modifica les dades a Wikidata |
|        | Viladric              | Clarà                  | masia        |                                                        | 41° 59′ 10″ N, 1° 27′ 15″ E / 41.98604722°N,1.45425833°E 828 msnm            |                                            | Viladric                               | Modifica les dades a Wikidata |
|        | Vilaginés             | Castellar de la Ribera | masia        |                                                        | 41° 59′ 20″ N, 1° 25′ 19″ E / 41.98894444°N,1.42183333°E 726 msnm            |                                            |                                        | Modifica les dades a Wikidata |
|        | Vilamosa              | Castellar de la Ribera | masia        |                                                        | 42° 00′ 02″ N, 1° 23′ 44″ E / 42.0006°N,1.39542°E 717 msnm                   |                                            | Vilamosa                               | Modifica les dades a Wikidata |
|        | Vilaprinyó            | Castellar de la Ribera | masia        |                                                        | 42° 01′ 52″ N, 1° 23′ 40″ E / 42.03122222°N,1.39430556°E 601 msnm            |                                            | Vilaprinyó                             | Modifica les dades a Wikidata |
|        | Vilatobà              | Castellar de la Ribera | masia        |                                                        | 42° 00′ 59″ N, 1° 25′ 59″ E / 42.01634444°N,1.43306667°E 752 msnm            |                                            | Vilatobà                               | Modifica les dades a Wikidata |
|        | el Coll               | Ceuró                  | masia        |                                                        | 41° 59′ 55″ N, 1° 22′ 51″ E / 41.9986°N,1.38078°E 660 msnm                   |                                            |                                        | Modifica les dades a Wikidata |
|        | el Llor               | Castellar de la Ribera | masia        |                                                        | 42° 00′ 03″ N, 1° 24′ 24″ E / 42.0009°N,1.40667°E 715 msnm                   |                                            | El Llor (Castellar de la Ribera)       | Modifica les dades a Wikidata |
|        | el Masroig            | Castellar de la Ribera | masia        |                                                        | 42° 00′ 04″ N, 1° 25′ 09″ E / 42.0012°N,1.41917°E 733 msnm                   |                                            |                                        | Modifica les dades a Wikidata |
|        | el Noguer             | Clarà                  | masia        |                                                        | 42° 00′ 45″ N, 1° 27′ 32″ E / 42.0124°N,1.45886°E 863 msnm                   |                                            |                                        | Modifica les dades a Wikidata |
|        | el Noguer de Dalt     | Clarà                  | masia        |                                                        | 42° 00′ 44″ N, 1° 27′ 30″ E / 42.012144°N,1.458404°E 863 msnm                |                                            |                                        | Modifica les dades a Wikidata |
|        | el Pla                | Clarà                  | masia        |                                                        | 42° 00′ 01″ N, 1° 26′ 56″ E / 42.0004°N,1.44897°E 784 msnm                   |                                            | El Pla (Castellar de la Ribera)        | Modifica les dades a Wikidata |
|        | el Pujol              | Clarà                  | masia        |                                                        | 41° 59′ 13″ N, 1° 26′ 06″ E / 41.987°N,1.434917°E 746 msnm                   |                                            |                                        | Modifica les dades a Wikidata |
|        | el Solà               | Clarà                  | masia        |                                                        | 42° 00′ 15″ N, 1° 26′ 31″ E / 42.0042°N,1.44188°E 770 msnm                   |                                            |                                        | Modifica les dades a Wikidata |
|        | el Villaró            | Ceuró                  | masia        |                                                        | 42° 00′ 53″ N, 1° 22′ 05″ E / 42.01480556°N,1.36805556°E 587 msnm            |                                            |                                        | Modifica les dades a Wikidata |
|        | els Oriols            | Clarà                  | masia        | 18th century Superfície: 130m²                         | 41° 59′ 40″ N, 1° 27′ 11″ E / 41.99436111°N,1.45313889°E 810 msnm            |                                            |                                        | Modifica les dades a Wikidata |
|        | l'Alcerà              | Clarà                  | masia        | 18th century                                           | 42° 00′ 17″ N, 1° 26′ 55″ E / 42.0046°N,1.44851°E 785 msnm                   |                                            |                                        | Modifica les dades a Wikidata |
|        | l'Obaguet             | Castellar de la Ribera | masia        | Estat: localització desconeguda                        | 42° 01′ 21″ N, 1° 23′ 15″ E / 42.0225062948849°N,1.38736966252506°E          |                                            |                                        | Modifica les dades a Wikidata |
|        | l'Ocata               | Pampa                  | masia        | Estat: ruïnós                                          | 42° 02′ 47″ N, 1° 23′ 47″ E / 42.04641667°N,1.39625556°E 742 msnm            |                                            |                                        | Modifica les dades a Wikidata |
|        | la Casanova           | Clarà                  | masia        | Estil: arquitectura popular 16th century               | 42° 00′ 09″ N, 1° 27′ 26″ E / 42.002566°N,1.457153°E 808 msnm                | bé integrant del patrimoni cultural català | La Casanova (Clarà)                    | Modifica les dades a Wikidata |
|        | la Caseta             | Castellar de la Ribera | masia        | Estat: localització desconeguda                        | 41° 59′ 56″ N, 1° 25′ 09″ E / 41.9987566990932°N,1.41908425213384°E          |                                            |                                        | Modifica les dades a Wikidata |
|        | la Foradada           | Clarà                  | masia        |                                                        | 42° 00′ 27″ N, 1° 26′ 28″ E / 42.0074°N,1.44103°E 805 msnm                   |                                            |                                        | Modifica les dades a Wikidata |
|        | la Llena              | Ceuró                  | masia        |                                                        | 41° 59′ 36″ N, 1° 21′ 36″ E / 41.9933°N,1.36011°E 644 msnm                   |                                            | La Llena (Castellar de la Ribera)      | Modifica les dades a Wikidata |
|        | la Masia              | Castellar de la Ribera | masia        |                                                        | 42° 01′ 07″ N, 1° 25′ 47″ E / 42.01858611°N,1.42985°E 743 msnm               |                                            | La Masia (Castellar de la Ribera)      | Modifica les dades a Wikidata |
|        | la Teuleria           | Castellar de la Ribera | masia        | Estat: localització desconeguda                        | 41° 59′ 28″ N, 1° 25′ 08″ E / 41.9909915833591°N,1.41896257106234°E          |                                            |                                        | Modifica les dades a Wikidata |
|        | la Vila de Perdiguers | Ceuró                  | masia        | Estat: parcialment destruït                            | 42° 01′ 43″ N, 1° 22′ 01″ E / 42.02872222°N,1.36697222°E 571 msnm            |                                            | La Vila de Perdiguers                  | Modifica les dades a Wikidata |
|        | les Berques           | Ceuró                  | masia        |                                                        | 42° 00′ 01″ N, 1° 23′ 23″ E / 42.00035°N,1.389747°E 678 msnm                 |                                            |                                        | Modifica les dades a Wikidata |
|        | les Cases             | Ceuró                  | masia        |                                                        | 41° 59′ 08″ N, 1° 21′ 50″ E / 41.9856°N,1.36378°E 610 msnm                   |                                            |                                        | Modifica les dades a Wikidata |
|        | les Grioles           | Ceuró                  | masia        |                                                        | 42° 00′ 32″ N, 1° 23′ 31″ E / 42.009°N,1.39192°E 693 msnm                    |                                            |                                        | Modifica les dades a Wikidata |
|        | les Tàpies            | Ceuró                  | masia        |                                                        | 42° 02′ 06″ N, 1° 22′ 53″ E / 42.0351313748375°N,1.3814932587173°E 593 msnm  |                                            |                                        | Modifica les dades a Wikidata |

## muntanya
| imatge | Nom                       | Ubicat a                        | instància de | Detalls | coordenades                                                        | Protecció | Commons (més fotos) | Dades a WD                    |
| ------ | ------------------------- | ------------------------------- | ------------ | ------- | ------------------------------------------------------------------ | --------- | ------------------- | ----------------------------- |
|        | Matavaques                | Castellar de la Ribera          | muntanya     |         | 42° 00′ 14″ N, 1° 26′ 17″ E / 42.0039°N,1.43813°E 806 msnm         |           |                     | Modifica les dades a Wikidata |
|        | Serrallonga               | Castellar de la Ribera Odèn     | muntanya     |         | 42° 04′ 49″ N, 1° 21′ 45″ E / 42.08017222°N,1.36249444°E 1027 msnm |           |                     | Modifica les dades a Wikidata |
|        | Serrat Escapçat           | Castellar de la Ribera          | muntanya     |         | 41° 59′ 20″ N, 1° 22′ 26″ E / 41.989°N,1.37392°E 670 msnm          |           |                     | Modifica les dades a Wikidata |
|        | Serrat de Bavià           | Castellar de la Ribera          | muntanya     |         | 41° 58′ 44″ N, 1° 25′ 42″ E / 41.9789°N,1.42845556°E 776 msnm      |           |                     | Modifica les dades a Wikidata |
|        | Serrat de Cogul           | Castellar de la Ribera          | muntanya     |         | 42° 01′ 12″ N, 1° 25′ 32″ E / 42.02007°N,1.425654°E 726 msnm       |           |                     | Modifica les dades a Wikidata |
|        | Serrat de Santa Magdalena | Castellar de la Ribera          | muntanya     |         | 42° 02′ 29″ N, 1° 23′ 26″ E / 42.0415°N,1.39063°E 735 msnm         |           |                     | Modifica les dades a Wikidata |
|        | Serrat de l'Àliga         | Castellar de la Ribera          | muntanya     |         | 41° 59′ 03″ N, 1° 22′ 01″ E / 41.9842°N,1.367°E 654 msnm           |           |                     | Modifica les dades a Wikidata |
|        | Serrat de la Bandera      | Castellar de la Ribera          | muntanya     |         | 42° 00′ 59″ N, 1° 26′ 36″ E / 42.016355°N,1.443374°E 858 msnm      |           |                     | Modifica les dades a Wikidata |
|        | Serrat del Cucut          | Castellar de la Ribera          | muntanya     |         | 42° 01′ 18″ N, 1° 25′ 13″ E / 42.02153889°N,1.42036944°E 689 msnm  |           |                     | Modifica les dades a Wikidata |
|        | Serrat del Ginebre        | Castellar de la Ribera          | muntanya     |         | 41° 59′ 44″ N, 1° 25′ 40″ E / 41.99562778°N,1.42788611°E 788 msnm  |           |                     | Modifica les dades a Wikidata |
|        | Serrat dels Apòstols      | Castellar de la Ribera          | muntanya     |         | 41° 59′ 45″ N, 1° 25′ 12″ E / 41.9959°N,1.42011°E 783 msnm         |           |                     | Modifica les dades a Wikidata |
|        | Serrat dels Rovellons     | Castellar de la Ribera          | muntanya     |         | 41° 58′ 01″ N, 1° 26′ 10″ E / 41.9669°N,1.4362°E 854 msnm          |           |                     | Modifica les dades a Wikidata |
|        | Serratalt                 | Castellar de la Ribera          | muntanya     |         | 42° 00′ 14″ N, 1° 25′ 40″ E / 42.004°N,1.4278°E 828 msnm           |           |                     | Modifica les dades a Wikidata |
|        | Tossal Alt                | Bassella Castellar de la Ribera | muntanya     |         | 42° 02′ 18″ N, 1° 21′ 22″ E / 42.03832222°N,1.356025°E 671 msnm    |           |                     | Modifica les dades a Wikidata |
|        | Tossal Roig               | Castellar de la Ribera          | muntanya     |         | 42° 01′ 48″ N, 1° 22′ 49″ E / 42.03011389°N,1.38013889°E 579 msnm  |           |                     | Modifica les dades a Wikidata |
|        | Turó de l'Ocata           | Castellar de la Ribera          | muntanya     |         | 42° 02′ 39″ N, 1° 23′ 43″ E / 42.04418333°N,1.39530278°E 764 msnm  |           |                     | Modifica les dades a Wikidata |
|        | el Serrat Alt             | Castellar de la Ribera          | muntanya     |         | 41° 59′ 29″ N, 1° 26′ 52″ E / 41.9915°N,1.44779°E 822 msnm         |           |                     | Modifica les dades a Wikidata |
|        | els Copets                | Castellar de la Ribera          | muntanya     |         | 42° 00′ 10″ N, 1° 23′ 18″ E / 42.0027°N,1.38847°E 721 msnm         |           |                     | Modifica les dades a Wikidata |

## necròpolis
| imatge | Nom                     | Ubicat a               | instància de     | Detalls | coordenades                                          | Protecció                       | Commons (més fotos) | Dades a WD                    |
| ------ | ----------------------- | ---------------------- | ---------------- | ------- | ---------------------------------------------------- | ------------------------------- | ------------------- | ----------------------------- |
|        | Necròpolis de Ceuró I   | Castellar de la Ribera | necròpolis cista |         | 42° 00′ 56″ N, 1° 22′ 57″ E / 42.01546°N,1.382507°E  | espai de protecció arqueològica |                     | Modifica les dades a Wikidata |
|        | Necròpolis de Ceuró II  | Castellar de la Ribera | necròpolis cista |         | 42° 00′ 57″ N, 1° 23′ 03″ E / 42.015927°N,1.384192°E | espai de protecció arqueològica |                     | Modifica les dades a Wikidata |
|        | Necròpolis de Ceuró III | Castellar de la Ribera | necròpolis túmul |         | 42° 00′ 57″ N, 1° 23′ 00″ E / 42.015921°N,1.383272°E | espai de protecció arqueològica |                     | Modifica les dades a Wikidata |

## pineda
| imatge | Nom               | Ubicat a               | instància de | Detalls | coordenades                                                           | Protecció | Commons (més fotos) | Dades a WD                    |
| ------ | ----------------- | ---------------------- | ------------ | ------- | --------------------------------------------------------------------- | --------- | ------------------- | ----------------------------- |
|        | Bosc de Comardons | Pampa                  | pineda       |         | 42° 03′ 11″ N, 1° 22′ 33″ E / 42.05318056°N,1.37594722°E 650 700 msnm |           |                     | Modifica les dades a Wikidata |
|        | Bosc de Serra     | Castellar de la Ribera | pineda       |         | 42° 00′ 41″ N, 1° 24′ 49″ E / 42.01134167°N,1.41349722°E 600 700 msnm |           |                     | Modifica les dades a Wikidata |
|        | Bosc del Solà     | Castellar de la Ribera | pineda       |         | 42° 00′ 39″ N, 1° 26′ 00″ E / 42.0108°N,1.43331°E 650 700 msnm        |           |                     | Modifica les dades a Wikidata |

## pont
| imatge | Nom                            | Ubicat a               | instància de | Detalls                                             | coordenades                                                                          | Protecció                                  | Commons (més fotos)     | Dades a WD                    |
| ------ | ------------------------------ | ---------------------- | ------------ | --------------------------------------------------- | ------------------------------------------------------------------------------------ | ------------------------------------------ | ----------------------- | ----------------------------- |
|        | Pont de Trota                  | Castellar de la Ribera | pont         |                                                     | 42° 01′ 33″ N, 1° 24′ 15″ E / 42.0257663038955°N,1.40410136489538°E                  |                                            |                         | Modifica les dades a Wikidata |
|        | Pont de la Rasa de la Casanova | Clarà                  | pont         | Estil: arquitectura popular 20th century            | 41° 59′ 56″ N, 1° 27′ 11″ E / 41.99878°N,1.45305°E ca:Prop del mas el Pla 763 msnm   | bé integrant del patrimoni cultural català |                         | Modifica les dades a Wikidata |
|        | Pont del Molí de Querol        | Castellar de la Ribera | pont         | Estil: arquitectura popular Travessa: Ribera Salada | 42° 01′ 35″ N, 1° 23′ 57″ E / 42.026506°N,1.399201°E ca:Ctra. C-26, km 91,4 525 msnm | bé integrant del patrimoni cultural català | Pont del Molí de Querol | Modifica les dades a Wikidata |

## serra
| imatge | Nom                               | Ubicat a                        | instància de | Detalls                               | coordenades                                                       | Protecció | Commons (més fotos) | Dades a WD                    |
| ------ | --------------------------------- | ------------------------------- | ------------ | ------------------------------------- | ----------------------------------------------------------------- | --------- | ------------------- | ----------------------------- |
|        | Serra de Comardons                | Castellar de la Ribera          | serra        | Llarg: 1.2km Anomenat per: Comardons  | 42° 02′ 13″ N, 1° 22′ 13″ E / 42.03685556°N,1.37033056°E 707 msnm |           |                     | Modifica les dades a Wikidata |
|        | Serra de Freixa                   | Castellar de la Ribera Lladurs  | serra        | Llarg: 0.6km                          | 42° 03′ 19″ N, 1° 23′ 32″ E / 42.0554°N,1.39211°E 790 msnm        |           |                     | Modifica les dades a Wikidata |
|        | Serrat de Cal Bernat              | Castellar de la Ribera          | serra        | Llarg: 1.5km Anomenat per: Cal Bernat | 42° 00′ 44″ N, 1° 22′ 36″ E / 42.01233889°N,1.37657778°E 696 msnm |           |                     | Modifica les dades a Wikidata |
|        | Serrat de Costamala               | Castellar de la Ribera          | serra        | Llarg: 1.4km                          | 42° 01′ 30″ N, 1° 25′ 35″ E / 42.02505556°N,1.42632778°E 746 msnm |           |                     | Modifica les dades a Wikidata |
|        | Serrat de Pampa                   | Castellar de la Ribera          | serra        | Llarg: 1km Anomenat per: Pampa        | 42° 04′ 26″ N, 1° 21′ 49″ E / 42.0738°N,1.36349°E 886 msnm        |           |                     | Modifica les dades a Wikidata |
|        | Serrat de Vilaginés               | Castellar de la Ribera          | serra        | Llarg: 1.4km Anomenat per: Vilaginés  | 41° 59′ 16″ N, 1° 25′ 42″ E / 41.987796°N,1.428243°E 746 msnm     |           |                     | Modifica les dades a Wikidata |
|        | Serrat de Villaró                 | Bassella Castellar de la Ribera | serra        |                                       | 42° 00′ 32″ N, 1° 21′ 29″ E / 42.0089°N,1.35814°E 669 msnm        |           |                     | Modifica les dades a Wikidata |
|        | Serrat de l'Hostal de les Forques | Castellar de la Ribera Olius    | serra        | Llarg: 1.5km                          | 42° 00′ 32″ N, 1° 28′ 07″ E / 42.009°N,1.46867°E 907 msnm         |           |                     | Modifica les dades a Wikidata |
|        | Serrat de la Botjosa              | Castellar de la Ribera          | serra        | Llarg: 2km                            | 42° 01′ 07″ N, 1° 23′ 09″ E / 42.01851361°N,1.38575306°E 701 msnm |           |                     | Modifica les dades a Wikidata |
|        | Serrat del Coll                   | Castellar de la Ribera          | serra        | Llarg: 2.3km                          | 41° 59′ 38″ N, 1° 23′ 26″ E / 41.9939°N,1.39051°E 714 msnm        |           |                     | Modifica les dades a Wikidata |
|        | Serrat dels Morts                 | Castellar de la Ribera          | serra        | Llarg: 0.43km                         | 41° 59′ 18″ N, 1° 27′ 38″ E / 41.988352°N,1.460681°E 897 msnm     |           |                     | Modifica les dades a Wikidata |
|        | Serrat dels Pastors               | Castellar de la Ribera          | serra        | Llarg: 0.9km                          | 41° 59′ 44″ N, 1° 24′ 09″ E / 41.9955°N,1.40254917°E 711 msnm     |           |                     | Modifica les dades a Wikidata |

## vèrtex geodèsic
| imatge | Nom      | Ubicat a               | instància de    | Detalls   | coordenades                                                       | Protecció | Commons (més fotos) | Dades a WD                    |
| ------ | -------- | ---------------------- | --------------- | --------- | ----------------------------------------------------------------- | --------- | ------------------- | ----------------------------- |
|        | La Llena | Castellar de la Ribera | vèrtex geodèsic | Alt: 1.2m | 41° 59′ 39″ N, 1° 21′ 21″ E / 41.994267°N,1.35581°E 700.867 msnm  |           |                     | Modifica les dades a Wikidata |
|        | Ocata    | Castellar de la Ribera | vèrtex geodèsic | Alt: 1.2m | 42° 02′ 39″ N, 1° 23′ 43″ E / 42.044182°N,1.395293°E 764.146 msnm |           |                     | Modifica les dades a Wikidata |

## Misc
| imatge | Nom                                         | Ubicat a                                     | instància de                                  | Detalls                                                      | coordenades                                                                      | Protecció                                  | Commons (més fotos) | Dades a WD                    |
| ------ | ------------------------------------------- | -------------------------------------------- | --------------------------------------------- | ------------------------------------------------------------ | -------------------------------------------------------------------------------- | ------------------------------------------ | ------------------- | ----------------------------- |
|        | Balma del Mut                               | Castellar de la Ribera                       | abric rocós                                   |                                                              | 42° 01′ 41″ N, 1° 24′ 16″ E / 42.0280401288676°N,1.40440686621313°E              |                                            |                     | Modifica les dades a Wikidata |
|        | Bavià                                       | Castellar de la Ribera                       | nucli de població                             |                                                              | 41° 58′ 31″ N, 1° 25′ 33″ E / 41.975280555556°N,1.4258305555556°E 732 msnm       |                                            | Bavià (nucli)       | Modifica les dades a Wikidata |
|        | Capella de Santes Creus                     | Castellar de la Ribera                       | capella                                       | Estil: arquitectura romànica Estat: localització desconeguda |                                                                                  | bé integrant del patrimoni cultural català |                     | Modifica les dades a Wikidata |
|        | Molí de Querol                              | Castellar de la Ribera                       | molí d'aigua                                  | Estil: arquitectura popular 11st century                     | 42° 01′ 37″ N, 1° 23′ 57″ E / 42.027°N,1.39927°E ca:Ctra. C-26, km 91,4 527 msnm | bé integrant del patrimoni cultural català | Molí de Querol      | Modifica les dades a Wikidata |
|        | Necròpolis del Llor                         | Castellar de la Ribera                       | edifici històric despoblat                    |                                                              | 41° 59′ 43″ N, 1° 24′ 23″ E / 41.9952860912961°N,1.40648108658621°E 678 msnm     |                                            |                     | Modifica les dades a Wikidata |
|        | Parc Ribera Salada                          | Lladurs Castellar de la Ribera Odèn Bassella | àrea protegida Pla d'Espais d'Interès Natural | 1992 Superfície: 5536.44556ha                                | 42° 04′ 42″ N, 1° 26′ 13″ E / 42.078362°N,1.437075°E                             |                                            | Parc Ribera Salada  | Modifica les dades a Wikidata |
|        | casa consistorial de Castellar de la Ribera | Castellar de la Ribera                       | casa consistorial                             |                                                              | 42° 01′ 22″ N, 1° 24′ 57″ E / 42.0227819°N,1.4157513°E                           |                                            |                     | Modifica les dades a Wikidata |
|        | la Barraca                                  | Castellar de la Ribera                       | cabana                                        | Estat: localització desconeguda                              | 41° 59′ 52″ N, 1° 25′ 15″ E / 41.9977194076781°N,1.42093307647052°E              |                                            |                     | Modifica les dades a Wikidata |